# IC 3529
IC 3529 је појединачна звијезда у сазвјежђу Береникина коса која се налази на листи објеката дубоког неба у Индекс каталогу.
Деклинација објекта је + 25° 41' 54" а ректасцензија 12h 34m 49,7s.